# Агоп Чакъров
Агоп Матеос Чакъров е български хирург от арменски произход, професор.

## Биография
Роден е на 10 май 1902 г. в Шумен. През 1922 г. завършва медицина в Хамбург, Германия, а след това специализира хирургия. След завръщането си в България е асистент, доцент и професор в Университетска хирургична клиника – София и Военна болница при МВР във Варна. През 1949 г. участва в организирането на първия в страната противораков институт и прави първите сърдечносъдови операции. За своите научни и практически постижения в областта на хирургията е удостоен със званието „Заслужил лекар“ и е избран за почетен член на Българското хирургическо дружество.
Личният му архив се съхранява във фонд 999 в Държавен архив – Варна. Той се състои от 150 архивни единици от периода 1878 – 1982 г.